# Kosárlabda a 2010. évi nyári ifjúsági olimpiai játékokon
A 2010. évi nyári ifjúsági olimpiai játékokon augusztus 15. és 23. között kerültek megrendezésre a lány, illetve fiú kosárlabda-mérkőzések.
A részt vevő 20–20 csapatot négy-négy csoportba osztották, ahol körmérkőzéseken döntötték el a sorrendet. A csoportok első két helyezettje jutott a negyeddöntőkbe, ahonnan egyenes kieséses rendszerben folytatódtak a küzdelmek.

## Főbb szabályok
- A kosárlabdapálya egyik térfelén zajlott a mérkőzés.
- Minden csapatban 3 játékos volt a pályán egyidőben, és 1 cserejátékos volt.
- A mérkőzés játékideje 2 darab 5 perces félidőből állt.
- A mérkőzést az a csapat nyerte, amelyik előbb elérte a 33 pontot, vagy a játékidő leteltéig több pontot ért el.
- A támadóidő 10 másodperc volt.
- A labda kosárra történő dobása előtt a labdát ki kellett vezetni a 3 pontos vonalon kívülre, és legalább 2 játékosnak érintenie kellett.

## Éremtáblázat
| A 2010. évi nyári ifjúsági olimpiai játékok éremtáblázata kosárlabdában | A 2010. évi nyári ifjúsági olimpiai játékok éremtáblázata kosárlabdában | A 2010. évi nyári ifjúsági olimpiai játékok éremtáblázata kosárlabdában | A 2010. évi nyári ifjúsági olimpiai játékok éremtáblázata kosárlabdában | A 2010. évi nyári ifjúsági olimpiai játékok éremtáblázata kosárlabdában | Olimpia  |
| ----------------------------------------------------------------------- | ----------------------------------------------------------------------- | ----------------------------------------------------------------------- | ----------------------------------------------------------------------- | ----------------------------------------------------------------------- | -------- |
|                                                                         | Ország                                                                  | Arany                                                                   | Ezüst                                                                   | Bronz                                                                   | Összesen |
| 1.                                                                      | Kína (CHN)                                                              | 1                                                                       | 0                                                                       | 0                                                                       | 1        |
| 1.                                                                      | Szerbia (SRB)                                                           | 1                                                                       | 0                                                                       | 0                                                                       | 1        |
|                                                                         |                                                                         |                                                                         |                                                                         |                                                                         |          |
| 3.                                                                      | Ausztrália (AUS)                                                        | 0                                                                       | 1                                                                       | 0                                                                       | 1        |
| 3.                                                                      | Horvátország (CRO)                                                      | 0                                                                       | 1                                                                       | 0                                                                       | 1        |
|                                                                         |                                                                         |                                                                         |                                                                         |                                                                         |          |
| 5.                                                                      | Egyesült Államok (USA)                                                  | 0                                                                       | 0                                                                       | 1                                                                       | 1        |
| 5.                                                                      | Görögország (GRE)                                                       | 0                                                                       | 0                                                                       | 1                                                                       | 1        |
|                                                                         |                                                                         |                                                                         |                                                                         |                                                                         |          |
| Összesen                                                                | Összesen                                                                | 2                                                                       | 2                                                                       | 2                                                                       | 6        |

## Érmesek

### Fiú torna
| A 2010. évi nyári ifjúsági olimpiai játékok érmesei fiú kosárlabdában       | A 2010. évi nyári ifjúsági olimpiai játékok érmesei fiú kosárlabdában | A 2010. évi nyári ifjúsági olimpiai játékok érmesei fiú kosárlabdában          | A 2010. évi nyári ifjúsági olimpiai játékok érmesei fiú kosárlabdában |
| --------------------------------------------------------------------------- | --------------------------------------------------------------------- | ------------------------------------------------------------------------------ | --------------------------------------------------------------------- |
| Arany                                                                       | Ezüst                                                                 | Bronz                                                                          |                                                                       |
| Szerbia (SRB)                                                               | Horvátország (CRO)                                                    | Görögország (GRE)                                                              |                                                                       |
| Stefan Popovski-Turanjanin Sasa Avramovic Marko Radonjic Nemanja Bezbradica | Tomislav Grubisic Matej Buovac Marko Ramljak Stipe Krstanovic         | Theodoros Tsiloulis Spyridon Panagiotaras Lampros Vlachos Emmanuel Tselentakis |                                                                       |

### Lány torna
| A 2010. évi nyári ifjúsági olimpiai játékok érmesei lány kosárlabdában | A 2010. évi nyári ifjúsági olimpiai játékok érmesei lány kosárlabdában | A 2010. évi nyári ifjúsági olimpiai játékok érmesei lány kosárlabdában | A 2010. évi nyári ifjúsági olimpiai játékok érmesei lány kosárlabdában |
| ---------------------------------------------------------------------- | ---------------------------------------------------------------------- | ---------------------------------------------------------------------- | ---------------------------------------------------------------------- |
| Arany                                                                  | Ezüst                                                                  | Bronz                                                                  |                                                                        |
| Kína (CHN)                                                             | Ausztrália (AUS)                                                       | Egyesült Államok (USA)                                                 |                                                                        |
| Yi Shen Jiabao Jin Xi Yang Xueya Ma                                    | Rosemary Fadljevic Mikhaela Donnelly Hannah Kaser Olivia Bontempelli   | Andraya Carter Briyona Canty Kiah Stokes Amber Henson                  |                                                                        |